# Raportul Elie Wiesel
Raportul Elie Wiesel (formal: Raportul final al Comisiei Internaționale pentru Studierea Holocaustului în România) este un document public elaborat de o comisie internațională, pe baza căruia România a recunoscut oficial participarea sa la Holocaust. Comisia a fost condusă de Elie Wiesel, laureat al Premiului Nobel pentru Pace (președinte), secundat de Tuvia Friling, Mihail E. Ionescu și Radu Ioanid (vicepreședinți).

## Comisia
Comisia Internațională pentru Studierea Holocaustului în România a fost înființată de către Ion Iliescu, președintele României, la 22 octombrie 2003. Bugetul comisiei a fost aprobat prin Hotărârea de Guvern nr. 227 din 20 februarie 2004, iar componența prin Hotărârea de Guvern nr. 672 din 5 mai 2004.
Comisia s-a întâlnit de trei ori: la 16-22 mai 2004 (în Washington), la 6-9 septembrie 2004 (în Ierusalim) și la 8-13 noiembrie 2004 (în București). Raportul final i-a fost înaintat lui Ion Iliescu la 11 noiembrie 2004.
Membri
- Ioan Scurtu (Institutul de Istorie „Nicolae Iorga” din București) - secretar al comisiei
- Viorel Achim (Institutul de Istorie „Nicolae Iorga” din București
- Jean Ancel (Institutul Yad Vashem, Ierusalim)
- Colette Avital (membru al Parlamentului Israelian)
- Andrew Baker (Comitetul Evreiesc American)
- Lya Benjamin (Centrul pentru Studiul Istoriei Evreiești din București)
- Liviu Beris (Asociația Supraviețuitorilor Holocaustului din România)
- Randolph Braham (Universitatea din New York)
- Irina Cajal Marin (Federația Comunităților Evreiești din România)
- Adrian Cioflâncă (Institutul de Istorie „A.D. Xenopol” din Iași)
- Ioan Ciupercă (Universitatea „Al.I. Cuza” din Iași)
- Alexandru Elias (Federația Comunităților Evreiești din România)
- Alexandru Florian (Universitatea „Dimitrie Cantemir” din București)
- Mihai Dinu Gheorghiu (Centrul de Sociologie Europeană din Paris)
- Hildrun Glass (Universitatea „Ludwig Maximillian” din München)
- Menachem Hacohen (Marele Rabin al României)
- Vasile Ionescu (Centrul Romilor „Aven Amentza”)
- Corneliu Mihai Lungu (Arhivele Naționale Istorice Centrale din București)
- Daniel S. Mariaschin (B'nai B'rith International)
- Victor Opaschi (consilier prezidențial)
- Andrei Pippidi (Universitatea din București)
- Meir Rosenne (ambasadorul Israelului)
- Liviu Rotman (Universitatea Tel Aviv)
- Michael Shafir (Radio Europa Liberă .Radio Libertatea)
- Paul Shapiro (Muzeul Memorial al Holocaustului din SUA)
- William Totok (Institutul de Istorie, Germania)
- Raphael Vago (Universitatea Tel Aviv)
- George Voicu (Școala Națională de Științe Politice și Administrative)
- Leon Volovici (Universitatea Ebraică din Ierusalim)

## Document public
Raportul final poate fi accesat pe site-ul de internet al Institutului Național pentru Studierea Holocaustului din România „Elie Wiesel”, în limba română și limba engleză.
- Română

- Engleză